# Phyllomacromia contumax
Phyllomacromia contumax är en trollsländeart som beskrevs av Selys 1879. Phyllomacromia contumax ingår i släktet Phyllomacromia och familjen skimmertrollsländor. IUCN kategoriserar arten globalt som livskraftig. Inga underarter finns listade i Catalogue of Life.